# Microhoweina
Microhoweina is een geslacht van kreeftachtigen uit de klasse van de Ostracoda (mosselkreeftjes).

## Soort
- Microhoweina elongata Mohammed & Keyser, 2012